# (4127) Kyogoku
(4127) Kyogoku es un asteroide perteneciente al cinturón de asteroides, descubierto el 25 de enero de 1988 por Seiji Ueda y el astrónomo Hiroshi Kaneda desde el Kushiro Marsh Observatory, Hokkaido, Japón.

## Designación y nombre
Designado provisionalmente como 1988 BA2. Fue nombrado Kyogoku en homenaje a la ciudad japonesa Kyōgoku lugar de nacimiento del descubridor Hiroshi Kaneda. 